# Plomeur
Plomeur település Franciaországban, Finistère megyében. Lakosainak száma 3877 fő (2022. január 1.). Plomeur Guilvinec, Penmarch, Plobannalec-Lesconil, Plonéour-Lanvern, Pont-l’Abbé, Saint-Jean-Trolimon és Treffiagat községekkel határos.

## Népesség
A település népességének változása:
| Lakosok száma | 1916 | 2852 | 3272 | 3420 | 3797 | 3782 | 3774 | 3828 | 3855 | 3877 |
|               | 1968 | 1982 | 1990 | 2006 | 2013 | 2015 | 2017 | 2019 | 2020 | 2022 |